# Mjölkpulver

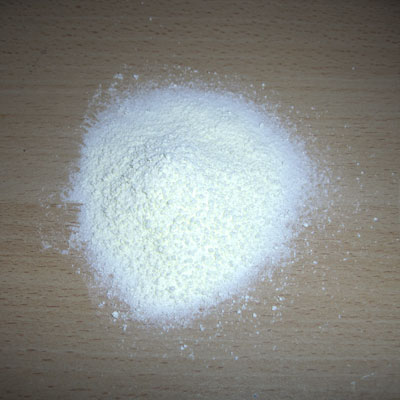
Mjölkpulver

Mjölkpulver är pulver av torkade mjölkprodukter, även kallat torrmjölk och i äldre tider mjölkmjöl .

## Historia
Det anses att Ninni Kronberg "uppfann" mjölkpulvret 1933  men olika typer av mjölkpulver fanns redan tidigare. I Sverige fanns till exempel en metod uppfunnen före 1910 av svensken Martin Ekenberg, men den metoden fick aldrig någon större kommersiell tillämpning.  Ninni Kronbergs uppfinning var en utveckling av framställningen av torrmjölk, som för första gången gjorde det möjligt och lönsamt att tillverka mjölkpulver industriellt. Hon fick svenskt patent på metoden 1937, kanadensiskt patent redan 17 november 1936 (nr CA361791)  och USA-patent 1938 (nr 2 127 524).

## Kronberg-processen
Enligt anspråken i den kanadensiska patentansökningen  uppdelas processen i följande steg:
1. En sats skummjölk upphettas till 100 °C
2. Satsen kyls till 55 °C och behandlas med en kultur av mjölksyrabakterier
3. Satsen kyls till 18 °C varunder mjölkens innehåll av laktos (mjölksocker) omvandlas till mjölksyra
4. Processen avbryts just innan protein börjar fällas ut
5. Samtidigt har en annan (större) portion mjölk (antingen skummjölk eller helmjölk) värmts till 25 °C vari mjölksocker eller råsocker emulgerats. Om skummjölk använts tillsätts även vegetabiliskt fett
6. De två satserna sprutas in i en indunstningskammare, antingen var för sig eller tillsammans och torkas av cirkulerande luft vid 80 °C.

I kammaren är anordnat ett svagt elektrostatiskt fält, som laddar fallande torkade mjölkpartiklar med lika polaritet. När de med lika polaritet laddade mjölkpartiklarna närmar sig varandra, repelleras de av de elektriska krafterna, och pulvret klumpar inte ihop sig.
Utöver ovanstående huvudprocess omfattar patentanspråket diverse varianter av enskilda steg.

## Kvaliteter
Metoder för att tillverka mjölkpulver är:
- Spraytorkning (Det är den metod som används i den ovan beskrivna Kronberg-processen)
- Valstorkning
- Frystorkning

Vanliga mjölkpulverprodukter är helmjölkspulver, skummjölkspulver, vasslepulver och kärnmjölkspulver. Mindre vanligt är pulver av getmjölk.
Färsk mjölk innehåller 87–90 % vatten och mjölkpulver cirka 3 %. Utbytet vid tillverkningen är att 6 à 7 l färsk mjölk ger 1 kg mjölkpulver inklusive vissa tillsatsämnen.
Vid användning löses pulvret upp i den mängd vatten som motsvarar det som tagits bort vid framställningen av pulvret. Typiska proportioner är 125 g pulver till 1 l vatten. Innan den rekonditionerade mjölken används, bör den helst dra i en halvtimme, särskilt om den är avsedd som dryck.
Den första svenska fabriken för tillverkning av mjölkpulver var Svenska Mejeriprodukter AB, akronym SMP, som så småningom blev varumärket Semper, vilket f ö på latin betyder alltid.

## Missuppfattning
Det påstås ibland att torrmjölk skulle vara detsamma som kondenserad mjölk. Det är en missuppfattning. Kondenserad mjölk är en egen produkt av annat slag än torrmjölk. Enligt Livsmedelsverkets förordning, baserad på EU-direktiv, ska torrmjölk innehålla högst 5 % vatten, medan kondenserad mjölk får innehålla ända upp till 60 % vatten.
Typisk vattenhalt i marknadsfört mjölkpulver är 3 %; i kondenserad mjölk 50 %.

## Kuriosa
- Mjölkpulver har utseendemässiga likheter med kokain och har därför använts vid filminspelningar för att simulera kokain vid snortande.[6]
- Mjölkpulver har tidigare setts som ett sätt att ta hand om överproduktion av mjölk men under 2000-talet har mjölkpulver utvecklats till att bli en av de lönsammaste mjölkprodukterna.